# Abrochia eumenoides
Abrochia eumenoides är en fjärilsart som beskrevs av M.Gaede 1926. Abrochia eumenoides ingår i släktet Abrochia och familjen björnspinnare. Inga underarter finns listade i Catalogue of Life.